# باشگاه فوتبال پاچوکا
باشگاه فوتبال پاچوکا (انگلیسی: C.F. Pachuca) یک باشگاه فوتبال حرفه‌ای مکزیکی است که در پاچوکا، ایالت ایدالگو قرار دارد.
این باشگاه در تاریخ ۲۸ نوامبر ۱۹۰۱ بنیان‌گذاری شده است و هم‌اکنون در دسته برتر فوتبال مکزیک حضور دارد.